# Deuxième circonscription de la préfecture d'Iwate
La deuxième circonscription de la préfecture d'Iwate (岩手県第2区, Iwate-ken dai-ni-ku) est l'une des trois circonscriptions législatives que compte la préfecture d'Iwate au Japon.

## Description géographique
Entre 1994 et 2013, la deuxième circonscription de la préfecture d'Iwate regroupait les villes de Miyako, Kuji et Ninohe et les districts d'Iwate, Shimohei, Kunohe et Ninohe.
Entre 2013 et 2017, elle comprenait le quartier de Tamayama de la ville de Morioka, les villes de Miyako, Kuji, Ninohe et Hachimantai, les districts d'Iwate, Kunohe et Ninohe et, dans le district de Shimohei, le bourg d'Iwaizumi et les villages de Tanohata et Fudai,.
Depuis 2017, elle est composée des villes de Miyako, Ōfunato, Kuji, Tōno, Rikuzentakata, Kamaishi, Ninohe, Hachimantai et Takizawa et des districts d'Iwate, Kesen, Kamihei, Shimohei, Kunohe et Ninohe,.

## Députés
| Législature | Début de mandat | Fin de mandat | Député élu       | Parti politique | Parti politique |
| ----------- | --------------- | ------------- | ---------------- | --------------- | --------------- |
| 41e         | 1996            | 2000          | Shun'ichi Suzuki |                 | PLD             |
| 42e         | 2000            | 2003          | Shun'ichi Suzuki |                 | PLD             |
| 43e         | 2003            | 2005          | Shun'ichi Suzuki |                 | PLD             |
| 44e         | 2005            | 2009          | Shun'ichi Suzuki |                 | PLD             |
| 45e         | 2009            | 2012          | Kōji Hata (ja)   |                 | PDJ             |
| 46e         | 2012            | 2014          | Shun'ichi Suzuki |                 | PLD             |
| 47e         | 2014            | 2017          | Shun'ichi Suzuki |                 | PLD             |
| 48e         | 2017            | 2021          | Shun'ichi Suzuki |                 | PLD             |
| 49e         | 2021            | 2024          | Shun'ichi Suzuki |                 | PLD             |
| 50e         | 2024            | -             | Shun'ichi Suzuki |                 | PLD             |